# Antoon Houbrechts
Antoon Houbrechts dit Tony est un coureur cycliste belge, né le 6 septembre 1943 à Tongres. Professionnel de 1966 à 1981, il a notamment remporté Tirreno-Adriatico en 1970. Il s'est également distingué dans les grands tours en terminant huitième du Tour de France 1970 et du Tour d'Italie 1971. 

## Biographie
Antoon Houbrechts a été très apprécié en tant que coéquipier de leaders tels Walter Godefroot et Felice Gimondi.

## Palmarès

### Palmarès amateur
- 1964
  - Namur-Clermont
  - Tour du Limbourg amateurs :
    - Classement général
    - 2ea étape

  - Romsée-Stavelot-Romsée
  - 2ea étape du Tour de Liège
  - 3e de Lowaige-Tongres
  - 3e du championnat du Limbourg
  - 3e du Trophée provincial Renault R8
- 1965
  - Circuit des régions flamandes
  - 2e du Grand Prix Vic. Bodson
  - 3e de la Ronde des Flandres

### Palmarès professionnel
- 1965
  - 4e étape du Tour du Portugal
- 1966
  - 2e du Grand Prix de Belgique
  - 3e de Ciney-Vielsam
- 1967
  - Tour du Portugal :
    - Classement général
    - 2eb et 5ea (contre-la-montre) étapes

  - 3e de Tielt-Anvers-Tielt
- 1968
  - Classement général du Tour d'Andalousie
  - Circuit de la région linière
  - 2e du Circuit d'Auvergne
  - 6e du Tour de Suisse
  - 8e de Paris-Nice
- 1969
  - Course des raisins
  - Championnat du Brabant
  - 2e de la Polymultipliée
  - 3e du Tour de Romandie
  - 10e du Tour de Lombardie
- 1970
  - 6e étape du Tour de Sardaigne
  - Classement général de Tirreno-Adriatico
  - 8e du Tour de France
- 1971
  - Prologue du Tour d'Italie (contre-la-montre par équipes)
  - Tour d'Ombrie
  - 2e du Grand Prix Pino Cerami
  - 2e du Tour de Toscane
  - 4e du Tour de Lombardie
  - 5e de Liège-Bastogne-Liège
  - 8e du Tour des Flandres
  - 8e du Tour d'Italie
- 1972
  - 3e étape du Tour de Sardaigne
  - Nokere Koerse
  - Coppa Sabatini
  - 2e du Tour de Sardaigne
  - 5e du Tour de Lombardie
- 1973
  - 3eb étape de Paris-Nice (contre-la-montre par équipes)
  - Prologue du Tour de Belgique (contre-la-montre par équipes)
  - GP Union Dortmund
  - 4eb étape du Tour de Majorque
  - 2e du Tour de Majorque
  - 3e du Grand Prix Betekom
  - 3e de la Flèche hesbignonne
  - 3e de la Course des raisins
- 1974
  - 3e du Circuit des régions fruitières
- 1975
  - 3e du Grand Prix Frans Verbeeck
  - 9e du Tour de Lombardie
- 1976
  - 2e du Tour d'Ombrie
  - 2e du Circuit des frontières
  - 3e de Paris-Bruxelles
  - 3e du Circuit de Neeroeteren
- 1978
  - 4e étape du Tour de Catalogne
- 1979
  - 2e du Circuit du Brabant central
  - 3e de la Nokere Koerse
  - 10e du Championnat de Zurich

## Résultats sur les grands tours

### Tour de France
5 participations
- 1968 : 16e
- 1970 : 8e
- 1972 : 13e
- 1973 : 16e
- 1975 : 24e

### Tour d'Italie
8 participations
- 1966 : 52e
- 1970 : 20e
- 1971 : 8e, vainqueur du prologue avec l'équipe Salvarani (ne compte pas pour le classement général)
- 1972 : 15e
- 1974 : 13e
- 1975 : 25e
- 1976 : 15e
- 1977 : 29e